# Riksdag degli Stati
Il Riksdag degli Stati (in svedese: ståndsriksdagen) era il nome utilizzato per gli Stati del Regno di Svezia (e dell'Impero) nei momenti in cui si riunivano. Fino alla sua dissoluzione nel 1866 questa istituzione era la più alta autorità della Svezia e la più vicina al sovrano. Era una Dieta composta dai quattro stati, che storicamente erano i gruppi in cui era divisa la società svedese:
- Nobiltà
- Clero
- Borghesia
- Proletariato

## Importanti assemblee

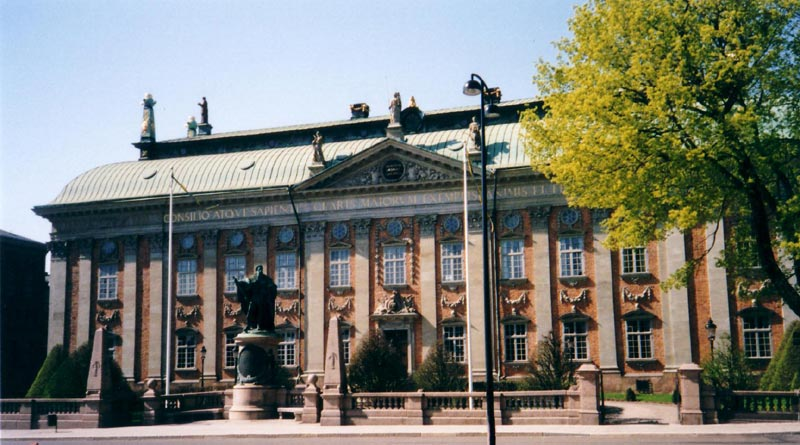
La Casa dei Cavalieri, sede della nobiltà svedese.

La riunione di Arboga del 1435 è considerata il primo Riksdag, ma non vi sono documenti che attestino la presenza del quarto stato, il proletariato, nell'assemblea.
- La prima riunione è probabilmente quella che si tenne a Uppsala nel 1436, dopo la morte del leader ribelle Engelbrekt.
- Al Riksdag del 1517 il reggente Sten Sture il Giovane e il Consiglio della Svezia imposero la decisione di deporre l'arcivescovo Gustav Trolle, decisione che portò al Bagno di sangue di Stoccolma e alla dissoluzione dell'Unione di Kalmar.
- A Västerås nel 1527 fu adottato il luteranesimo come nuova religione di Stato al posto del cattolicesimo romano.
- A Söderköping nel 1595 il duca Carlo fu eletto reggente di Svezia per conto di Sigismondo III, cattolico e monarca sia di Svezia sia della Confederazione Polacco-Lituana.
- Nel 1612 la dieta decise di dare alla nobiltà il privilegio e il diritto di detenere tutti i più alti incarichi di governo.
- Il primo conflitto aperto tra gli stati avvenne nel 1650.
- Alla riunione del 1680 fu approvato il ritorno alla Corona di alcune terre prima appartenute alla nobiltà.
- Alle riunioni del 1634, 1719, 1720, 1772 e 1809 furono adottati nuovi leggi costituzionali. In particolare nel 1809 i poteri del governo furono spartiti tra i sovrani Bernadotte e il Riksdag.

## Il nuovo Riksdag
Nel 1866 tutti gli Stati votarono a favore della dissoluzione del Riksdag e allo stesso tempo dell'istituzione di una nuova assemblea, il Riksdag di Svezia o Sveriges Riksdag. Rispetto agli altri stati le corporazioni della nobiltà e della cavalleria rimasero rappresentanti dell'intera nobiltà del Paese. L'attuale Partito di Centro si potrebbe descrivere come la moderna rappresentanza dello Stato dei proletari.  La Casa dei Cavalieri (Ritarihuone) ancora oggi rappresenta la tradizione della nobiltà, anche se nel 2003 è diventata un'istituzione privata.

## Riksdag in Finlandia
Nel 1809 la Svezia cedette la Finlandia alla Russia. La Finlandia divenne un Granducato, sotto il comando dello zar dell'Impero russo, ma le istituzioni politiche furono mantenute praticamente intatte. La Dieta di Finlandia continuò a seguire le regole del Riksdag svedese, essendo il corpo legislativo della nuova regione autonoma. Durante il regno di Alessandro I e Nicola I di Russia, la dieta non si riunì mai e non fu approvata alcuna legge. Con Alessandro II le assemblee ripresero nel 1863, dato che vi era il bisogno di cambiare totalmente la legislazione. Dopo questa seduta, il Riksdag si riunì regolarmente fino al 1905, quando fu approvata una legge che formava un nuovo parlamento unicamerale. La Casa dei Cavalieri (Ritarihuone) ancora oggi rappresenta la tradizione della nobiltà, anche se nessuna nuova famiglia è stata introdotta dal 1906.